# Lake Harbor
Lake Harbor – jednostka osadnicza w Stanach Zjednoczonych, w stanie Floryda, w hrabstwie Palm Beach.